# Вихрево (Московская область)
Вихрево — деревня в Сергиево-Посадском районе Московской области России, входит в состав сельского поселения Лозовское.

## Население
| 1859 | 1890 | 1899 | 1926 | 2002 | 2006 | 2010 |
| ---- | ---- | ---- | ---- | ---- | ---- | ---- |
| 69   | ↗75  | ↘44  | ↗97  | ↘0   | ↗1   | ↘0   |

## География
Деревня Вихрево расположена на севере Московской области, в южной части Сергиево-Посадского района, рядом с Ярославским шоссе М8, примерно в 48 км к северу от Московской кольцевой автодороги и 7 км к югу от железнодорожной станции Сергиев Посад.
В 20 км юго-западнее деревни проходит Московское малое кольцо А107, в 12 км к северо-востоку — Московское большое кольцо А108, в 20 км к юго-востоку — Фряновское шоссе Р110. Восточнее деревни протекает река Торгоша бассейна Клязьмы.
К деревне приписано садоводческое товарищество (СНТ). Ближайшие сельские населённые пункты — посёлок Здравница, деревни Варавино, Высоково и Подсосино.

## История
В «Списке населённых мест» 1862 года — владельческая деревня 1-го стана Дмитровского уезда Московской губернии по левую сторону Архангело-Богородского тракта (от Сергиевского посада в Богородский уезд), в 46 верстах от уездного города и 7 верстах от становой квартиры, при прудах, с 11 дворами и 69 жителями (35 мужчин, 34 женщины).
По данным на 1890 год — деревня Митинской волости Дмитровского уезда с 75 жителями.
В 1913 году — 16 дворов.
По материалам Всесоюзной переписи населения 1926 года — центр Вихревского сельсовета Сергиевской волости Сергиевского уезда Московской губернии в 2,7 км от Ярославского шоссе и 5,3 км от станции Сергиево Северной железной дороги; проживало 97 жителей (46 мужчин, 51 женщина), насчитывалось 19 крестьянских хозяйств.
С 1929 года — населённый пункт Московской области в составе:
- Вихревского осельсовета Сергиевского района (1929—1930)[14],
- Вихревского сельсовета Загорского района (1930—1939)[15],
- Охотинского осельсовета Загорского района (1939—1952)[16],
- Тураковского сельсовета Загорского района (1952—1963, 1965—1991)[16][17][18],
- Тураковского сельсовета Мытищинского укрупнённого сельского района (1963—1965)[17],
- Тураковского сельсовета Сергиево-Посадского района (1991—1994)[18],
- Тураковского сельского округа Сергиево-Посадского района (1994—2006)[19],
- сельского поселения Лозовское Сергиево-Посадского района (2006 — н. в.)[20][21].